# Aiguebelette-le-Lac
Aiguebelette-le-Lac is een gemeente in het Franse departement Savoie in de regio Auvergne-Rhône-Alpes. De plaats maakt deel uit van het arrondissement Chambéry. Het dorp is gelegen aan het Lac d'Aiguebelette. Aiguebelette-le-Lac telde op 1 januari 2022 247 inwoners.

## Geografie
De oppervlakte van Aiguebelette-le-Lac bedroeg op 1 januari 2022 7,91 vierkante kilometer; de bevolkingsdichtheid was toen 31,2 inwoners per km².

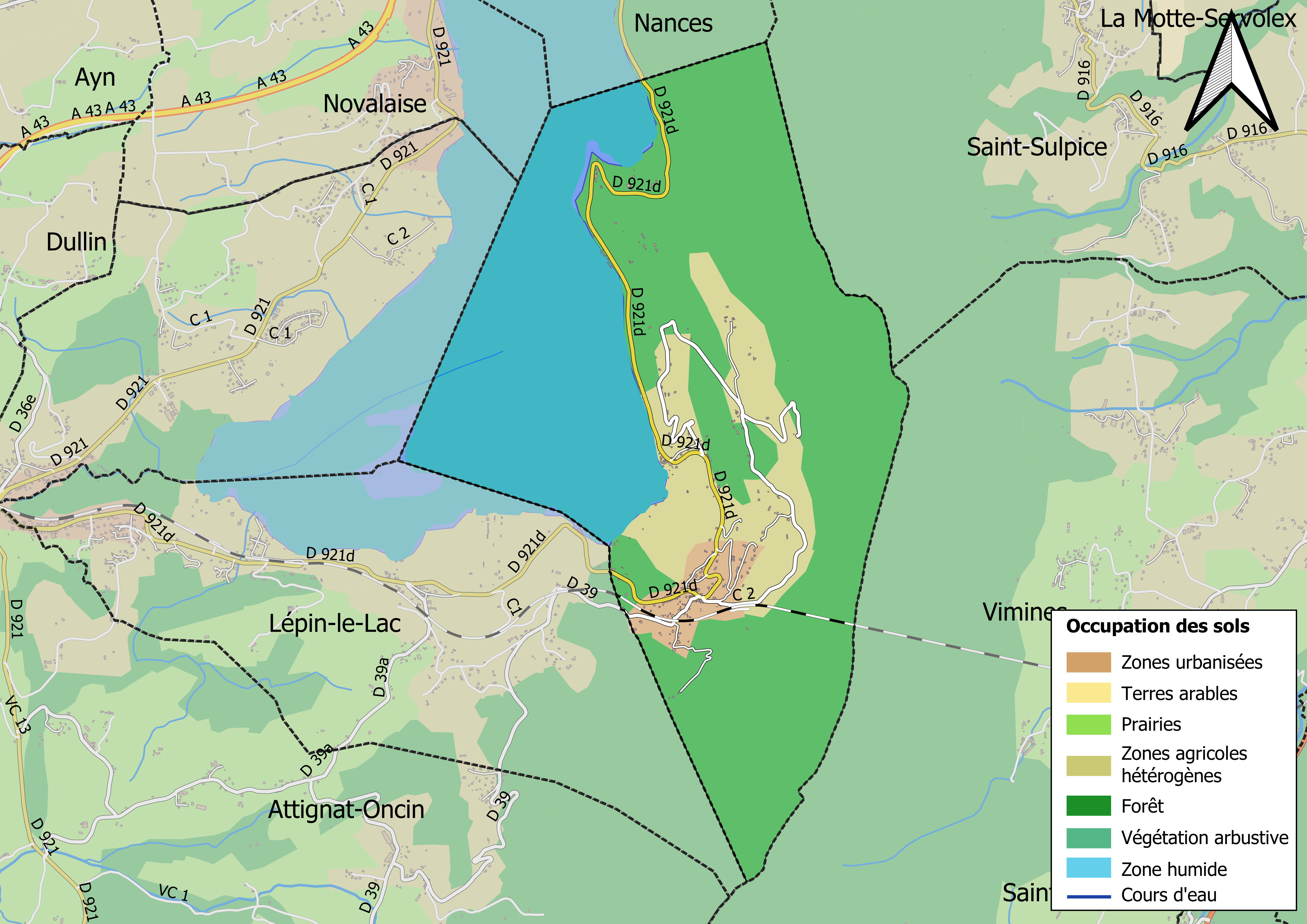
Kaart van de gemeente met de belangrijkste infrastructuur, bodemgebruik en omliggende gemeenten

## Verkeer en vervoer
In de gemeente ligt het spoorwegstation Aiguebelette-le-Lac.

## Demografie
Onderstaande figuur toont het verloop van het inwonertal (bron: INSEE-tellingen).

## Afbeeldingen

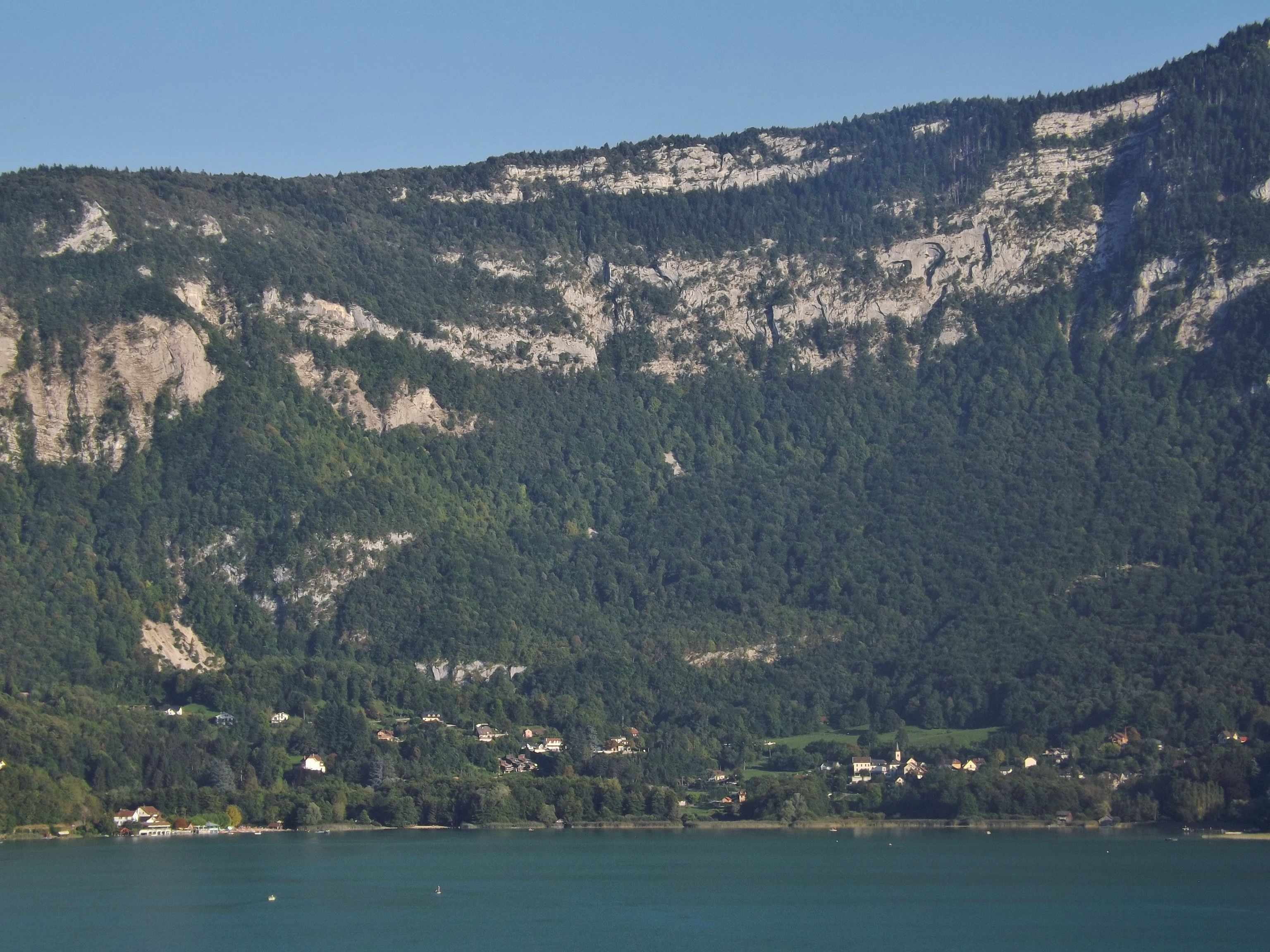
Gezicht op Aiguebelette-le-Lac en de Chaîne de l'Épine
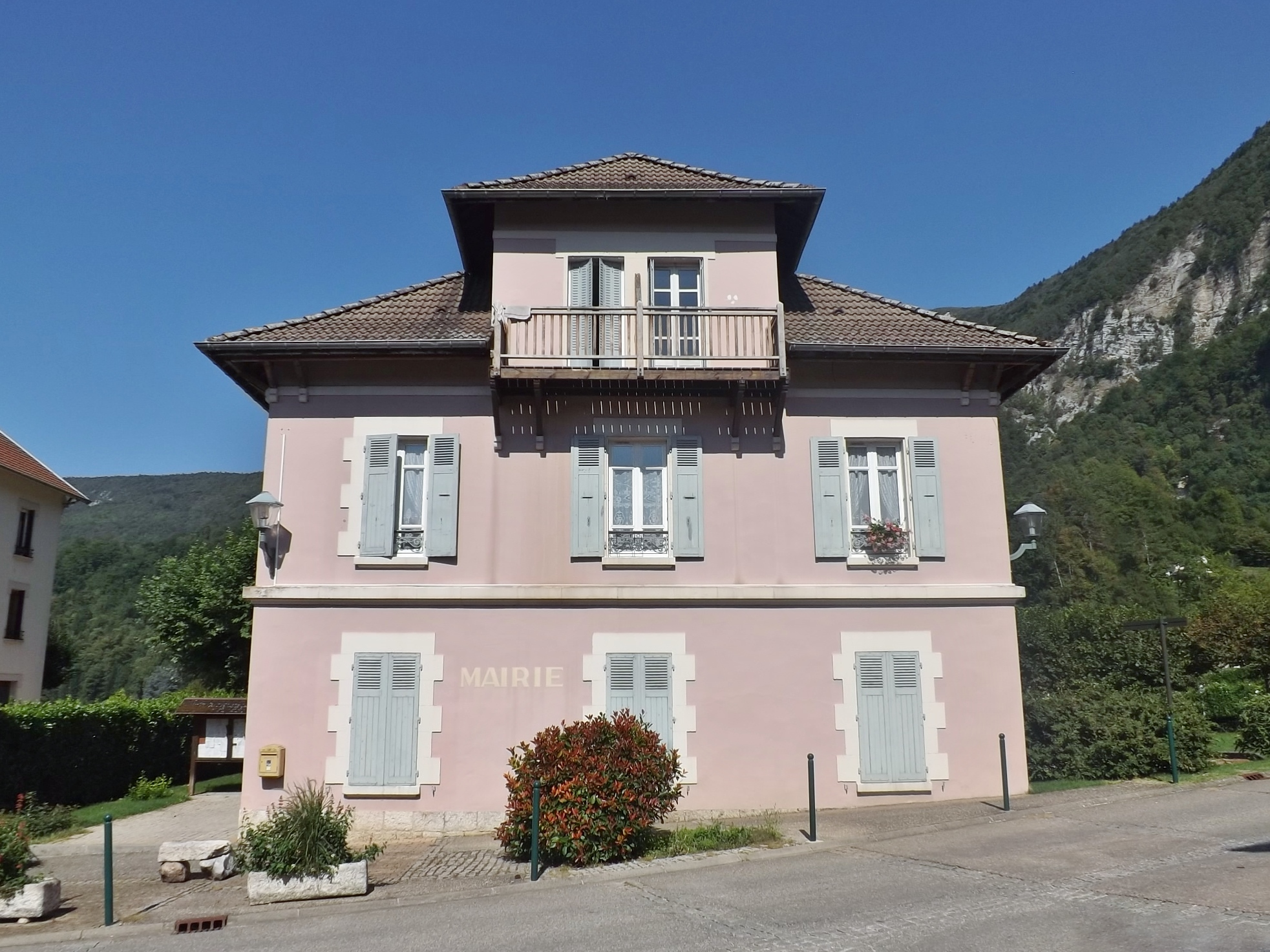
Gemeentehuis